# 제161보병사단 (독일 국방군)
독일 161 보병사단은 쿠르스크 전투 당시 46 군단 소속으로 참전한 보병사단이다. 이 군단은 161 사단 외에 39 보병사단과 282 보병사단 등 3개 보병사단으로 이루어진 군단이었다. 161 사단은 쿠르스크 전투에서 별다른 활약을 하진 못했지만, 46 군단은 3 기갑군의 측면 엄호를 맡았었다.

## 기사 십자상 수훈자 (날짜순)
- 한스 라인하르트 소령 - 1941년 10월 18일
- 에드가 뒨클러 대위- 1941년 12월 31일
- 게오르그 빌헬름 포스텔 대령 - 1942년 8월 9일
- 헤르만 하이트만 대위 - 1942년 10월 15일
- 루돌프 뢰흐너 중위 - 1943년 7월 5일
- 악셀 브룬스 중위 - 1943년 8월 29일
- 헬무트 클레징 대위 - 1943년 9월 1일
- 하인리히 레케 중장 - 1943년 9월 4일
- 오토 보흘펠 대위 - 1943년 9월 5일
- 아돌프 아벨 소령 - 1943년 9월 23일
- 하인리히 스트로트만 상사 - 1943년 11월 18일
- 프리츠 클라지히 - 1944년 8월 12일

## 시기별 부대 배치 현황
| 기간                       | 군단             | 군                   | 집단군             | 지역         |  |
| -------------------------- | ---------------- | -------------------- | ------------------ | ------------ |  |
| 1939년 12월 ~ 1940년 4월   | Forming in WK I  |                      | 북부집단군         | 동프로이센   |  |
| 1940년 5월                 | 예비대           | 육군최고사령부 (OKH) |                    | 프랑스       |  |
| 1940년 6월                 | 26군단           | 16군                 | A 집단군           | 프랑스 낭시  |  |
| 1940년 7월 ~ 1940년 8월    | 26군단           | 18군                 |                    | 동프로이센   |  |
| 1940년 9월 ~ 1941년 4월    | 26군단           | 18군                 | B 집단군           | 동프로이센   |  |
| 1941년 5월                 | 8군단            | 9군                  | B 집단군           | 동프로이센   |  |
| 1941년 6월                 | 8군단            | 9군                  | 중부집단군         | 동프로이센   |  |
| 1941년 7월                 | 5군단            | 9군                  | 중부집단군         | 비얄리스토크 |  |
| 1941년 8월 ~ 9월           | 8군단            | 9군                  | 중부집단군         | 스몰렌스크   |  |
| 1941년 10월                | 예비대           | 9군                  | 중부집단군         |              |  |
| 1941년 11월                | 41군단           | 3기갑군              | 중부집단군         | 클린         |  |
| 1941년 12월                | 27군단           | 9군                  | 중부집단군         |              |  |
| 1942년 1월                 | 6군단            | 9군                  | 중부집단군         |              |  |
| 1942년 2월 ~ 1942년 3월    | 27군단           | 9군                  | 중부집단군         | Rshew        |  |
| 1942년 4월                 | 레케 군단        | 9군                  | 중부집단군         | Rshew        |  |
| 1942년 5월 ~ 1942년 7월    | 41군단           | 9군                  | 중부집단군         | Rshew        |  |
| 1942년 8월                 | 46군단           | 9군                  | 중부집단군         | Rshew        |  |
| 1942년 9월                 | 27군단           | 9군                  | 중부집단군         | Rshew        |  |
| 1942년 10월                | 예비대           | 9군                  | 중부집단군         | Rshew        |  |
| 1942년 11월                | 25군단           | 7군                  | D집단군            | 해협 해안    |  |
| 1942년 12월 ~ 1943년 4월   | 82군단           | 15군                 | D집단군            | 해협 해안    |  |
| 1943년 5월 ~ 8월           | 41군단           | 켐프 전투단          | 남부집단군         | 하르코프     |  |
| 1943년 9월                 | 41군단           | 8군                  | 남부집단군         | 하르코프\|   |  |
| 1943년 10월(전투단)        | 52군단I          | 1기갑군              | 남부집단군         |              |  |
| 1943년 11월 ~ 12월(전투단) | 58군단           | 1기갑군              | 남부집단군         | Kriwoi-Rog   |  |
| 1944년 1월 ~ 7월           | see Korps-Abt. A |                      |                    |              |  |
| 1944년 8월                 | 52군단           | 6군                  | 남우크라이나집단군 |              |  |
| 1944년 9월                 | 알려지지 않음    |                      |                    |              |  |